# 대한민국의 마천루

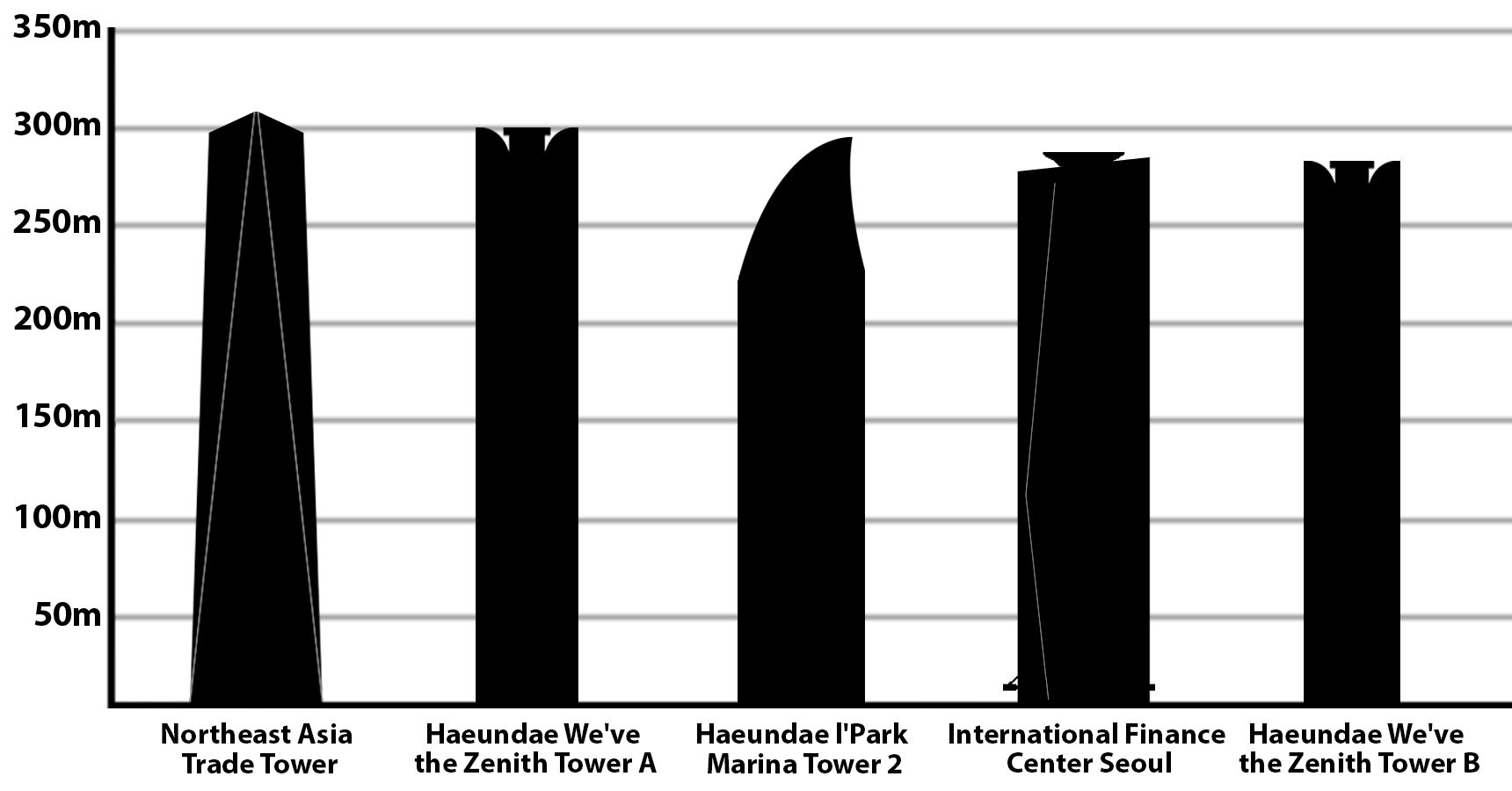
대한민국에서 가장 높은 마천루 (2014년)

대한민국의 마천루에 대해 설명한다. 2017년 4월 3일 기준으로 대한민국에서 가장 높은 마천루는 높이 555m의 롯데월드타워이다. 대.
대한민국의 「초고층 및 지하연계 복합건축물 재난관리에 관한 특별법」에 따르면 '초고층 건축물' 이란 층수가 50층 이상 또는 높이가 200m 이상인 건축물을 말한다.

## 역사
1968년에 착공하여 1969년에 완공된 한진빌딩(16층, 82m)이 완공되고 1970년에는 삼일빌딩(31층, 114m)이 완공되었다. 같은 해에는 정부종합청사(19층, 84m)가 완공되었다. 1979년에는 롯데호텔 서울(38층, 138m)이 완공되었다. 63빌딩(60층, 249m)은 1980년에 착공하여 1983년에 완공된 후 1985년에 개장되어 31빌딩(31층, 114m)을 제치고 대한민국에서 가장 높은 마천루가 되었다. 1988년에는 트레이드 타워(54층, 228m)가 완공되었다.
주상복합 아파트가 들어서는데 2003년에는 목동 하이페리온(101동 69층, 256m), 2004년에는 삼성 타워팰리스 3차(G동 69층, 264m)가 완공되었다. 2011년에는 해운대 두산위브더제니스(101동 80층, 301m)가 완공되고 포스코타워-송도(68층, 305m)는 인천광역시 연수구 송도국제도시에 2006년에 착공하여 2011년에 외부공사가 완료된 후 2014년에 내부공사 완료 후 개장하였다.
잠실에 제2롯데월드(123층, 555m)가 2010년에 착공했고 2011년에는 롯데월드타워(123층, 555m)로 변경하게 된다. 2015년에는 100층 돌파했고 2017년 완공 후 개장했다. 세계에서 가장 높은 마천루 10위 안에 들어갔다. 2020년 부산에는 해운대 엘시티 더샵 랜드마크 타워(101층, 411m)이 완공되어 대한민국에서 2번째로 높은 건물이 되었고 2026년에는 글로벌비즈니스센터가 완공될 예정이었으나 계획이 변경되었다.

## 현재

롯데월드타워

현재 대한민국에서 높은 마천루는 롯데월드타워다. 서울특별시에서 가장 높은 마천루라고 한다. 지상 123층이고 높이 555m이다. 2000년 당시 계획중이었다. 롯데월드타워는 공사 당시 제2롯데월드다. 완공 이후 대한민국에서 가장 높은 마천루가 되었다고 한다.
대한민국에서 100층 이상 마천루는 서울특별시와 부산광역시에 있다. 롯데월드타워(123층, 555m)는 서울특별시에 위치하고 있고 해운대 엘시티 더샵 랜드마크 타워(101층, 411m)는 부산광역시에 위치하고 있다. 롯데월드타워는 오랫동안 계획을 했고 건설 과정에서 또 다른 조감도가 확정된 후 착공했고 공사가 끝난 뒤에 완공하고 개장했다. 해운대 엘시티 더샵 랜드마크 타워(101층, 411m)는 계획 후 다른 조감도 확정된 후 착공하여 완공 후 개장했다.
스카이라인을 설명하자면 서울특별시의 마천루는 대부분 중구, 강남구 등에 위치하고 있다. 강남구에 마천루들이 많고 영등포구 여의도 등에도 많다. 부산광역시의 마천루는 대부분 해운대구 등에 위치하고 있다. 인천광역시의 마천루는 대부분 송도국제도시에 위치하고 있다. 대구광역시의 마천루는 대부분 수성구 등에 위치하고 있다. 광주광역시의 마천루는 대부분 서구 등에 위치하고 있다. 대전광역시의 마천루는 대부분 유성구 등에 위치하고 있다. 울산광역시의 마천루는 대부분 중구 등에 위치하고 있다. 세종특별자치시의 마천루는 대부분 행정중심복합도시에 위치하고 있다.
지역별으로 가장 높은 마천루가 있다. 서울특별시에서 가장 높은 마천루는 롯데월드타워(123층, 555m)다. 완공 당시 대한민국에서 가장 높은 마천루가 되었다. 부산광역시에서 가장 높은 마천루는 해운대 엘시티 더샵 랜드마크 타워(101층, 411m)다. 둘 다 100층 이상 마천루다. 대구광역시에서 가장 높은 마천루는 수성 SK 리더스 뷰 103동, 105동(57층, 225m)이다. 안테나/첨탑을 포함한 것이다. 인천광역시에서 가장 높은 마천루는 포스코타워-송도(68층, 305m)이다. 완공 당시 대한민국에서 가장 높은 마천루가 되었다. 서울특별시 롯데월드타워(123층, 555m)가 완공되기 전까지는 가장 높았다. 광주광역시에서 가장 높은 마천루는 호반써밋광주 101동, 102동(48층, 158m)이고 대전광역시에서 가장 높은 마천루는 대전 사이언스 콤플렉스(43층, 193m)고 울산광역시에서 가장 높은 마천루는 울산 이안 태화강 엑소디움 101동, 102동(54층, 201m)이다. 세종특별자치시에서 가장 높은 마천루는 세종 한신더휴 리저브 601동(49층, 188m)이다.
가장 높은 아파트는 부산광역시에 위치한 해운대 엘시티 더샵 A동(85층, 338m)가 있다. 주변에는 해운대 엘시티 더샵 B동(83층, 333m)이 있다. 초고층 아파트가 2000년대에 들어서고 2010년대에는 70층 지상 아파트가 들어서게 된다. 서울특별시의 초고층 아파트는 2000년대에 들어서게 되었다.
현재 공사가 진행중인 마천루 중 공사중인 마천루가 있다. 공사 중단된 마천루가 있다. 공사가 중단된 후 건설이 가능하다.
계획중인 마천루들이 있다. 착공하고 싶으면 계획을 해야 한다. 설계, 높이 등을 변경하고 싶으면 변경하면 된다. 확정나면 착공 후 완공이 가능하다.
추진하려다가 무산된 마천루들도 있다. 무산된 마천루 추진이 가능하다. 특히 제2롯데월드는 오래 전부터 계획이 있었는데 인허가가 나지 않아 사업은 무산되었고 사업을 추진하기 시작했다. 2010년 지상 123층 제2롯데월드 건축 허가하고 착공하고 2011년 롯데월드타워(123층, 555m)로 변경 후 공사하고 2017년에 완공 후 개장했다.

## 특징

### 높이
고층 건축물으로 인정 받으려면 층수가 지상 30층 이상 또는 120m 이상이여야 한다. 초고층 건축물으로 인정 받으려면 층수가 지상 50층 이상 또는 높이가 200m 이상이여야 한다. 초고층 건축물에는 피난안전구역을 설치해야 한다. 예를 들어 지상 49층짜리 고층 건축물들이 있는데 초고층 건축물으로 인정받지 않는다. 고층 건축물으로 인정받는다.
고도제한이 지역마다 다르다. 예를 들어 서울특별시의 고도제한은 엄격한 고도제한이 걸려있다. 최대 몇층까지 허가가 가능하다. 예를 들어 강남구에는 고도제한이 있다. 공항이 있어서 250m 이하의 마천루 건설하기가 가능하다. 

### 건축
설계하는 곳은 대한민국에서 한다. 대부분 건축사무소에서 한다. 설계는 대부분 대한민국 뿐만 아니라 일본, 미국 등에서도 한다. 미국에서 설계한 마천루가 있는데 롯데월드타워(123층, 555m) 등이 있다.

## 대한민국에서 가장 높은 마천루
이 목록에 완공된 마천루가 있다.
| 순위 | 이름                             | 위치                | 높이 | 층수  | 완공 연도 | 비고                                                                          |
| ---- | -------------------------------- | ------------------- | ---- | ----- | --------- | ----------------------------------------------------------------------------- |
| 1    | 롯데월드타워                     | 서울특별시 송파구   | 555m | 123층 | 2017년    | 현재 대한민국에서 가장 높은 마천루이며 서울에서 가장 높은 마천루이다.         |
| 2    | 해운대 엘시티 더샵 랜드마크 타워 | 부산광역시 해운대구 | 411m | 101층 | 2019년    | 부산에서 가장 높은 마천루이다.                                                |
| 3    | 해운대 엘시티 더샵 A동           | 부산광역시 해운대구 | 338m | 85층  | 2019년    | 대한민국에서 가장 높은 아파트다.                                              |
| 4=   | 해운대 엘시티 더샵 B동           | 부산광역시 해운대구 | 333m | 83층  | 2019년    |                                                                               |
| 4=   | 파크원 타워 A동                  | 서울특별시 영등포구 | 333m | 69층  | 2020년    | 여의도에서 가장 높은 마천루다.                                                |
| 6    | 포스코타워-송도                  | 인천광역시 연수구   | 305m | 68층  | 2011년    | 현재 인천에서 가장 높은 마천루이다. 이 마천루는 송도국제도시에 위치하고 있다. |
| 7    | 해운대 두산 위브 더 제니스 101동 | 부산광역시 해운대구 | 301m | 80층  | 2012년    |                                                                               |
| 8    | 해운대 아이파크 2동              | 부산광역시 해운대구 | 292m | 72층  | 2012년    |                                                                               |
| 9    | 부산국제금융센터                 | 부산광역시 남구     | 289m | 63층  | 2014년    |                                                                               |
| 10   | 서울국제금융센터 C동             | 서울특별시 영등포구 | 285m | 55층  | 2012년    | 여의도에서 가장 높은 마천루였다.                                              |

## 역대 대한민국 최고층 마천루
1969년부터 현재까지 대한민국의 최고층 마천루 목록이다.
| 시기            | 이름                          | 위치                | 높이 | 층수  | 완공   | 비고                               |
| --------------- | ----------------------------- | ------------------- | ---- | ----- | ------ | ---------------------------------- |
| 1969년 ~ 1970년 | 한진빌딩                      | 서울특별시 중구     | 82m  | 23층  | 1969년 |                                    |
| 1970년 ~ 1979년 | 31빌딩                        | 서울특별시 종로구   | 114m | 31층  | 1970년 |                                    |
| 1979년 ~ 1985년 | 롯데호텔 서울                 | 서울특별시 중구     | 138m | 38층  | 1979년 |                                    |
| 1985년 ~ 2003년 | 63빌딩                        | 서울특별시 영등포구 | 249m | 60층  | 1985년 |                                    |
| 2003년 ~ 2004년 | 목동 하이페리온 101동         | 서울특별시 양천구   | 256m | 69층  | 2003년 |                                    |
| 2004년 ~ 2011년 | 삼성 타워팰리스 3차 G동       | 서울특별시 강남구   | 264m | 69층  | 2004년 |                                    |
| 2011년 ~ 2014년 | 해운대 두산위브더제니스 101동 | 부산광역시 해운대구 | 301m | 80층  | 2011년 |                                    |
| 2014년 ~ 2017년 | 포스코타워-송도               | 인천광역시 연수구   | 305m | 68층  | 2014년 | 현재, 인천에서 가장 높은 마천루다. |
| 2017년 ~ 현재   | 롯데월드타워                  | 서울특별시 송파구   | 555m | 123층 | 2017년 | 현재, 서울에서 가장 높은 마천루다. |

## 갤러리

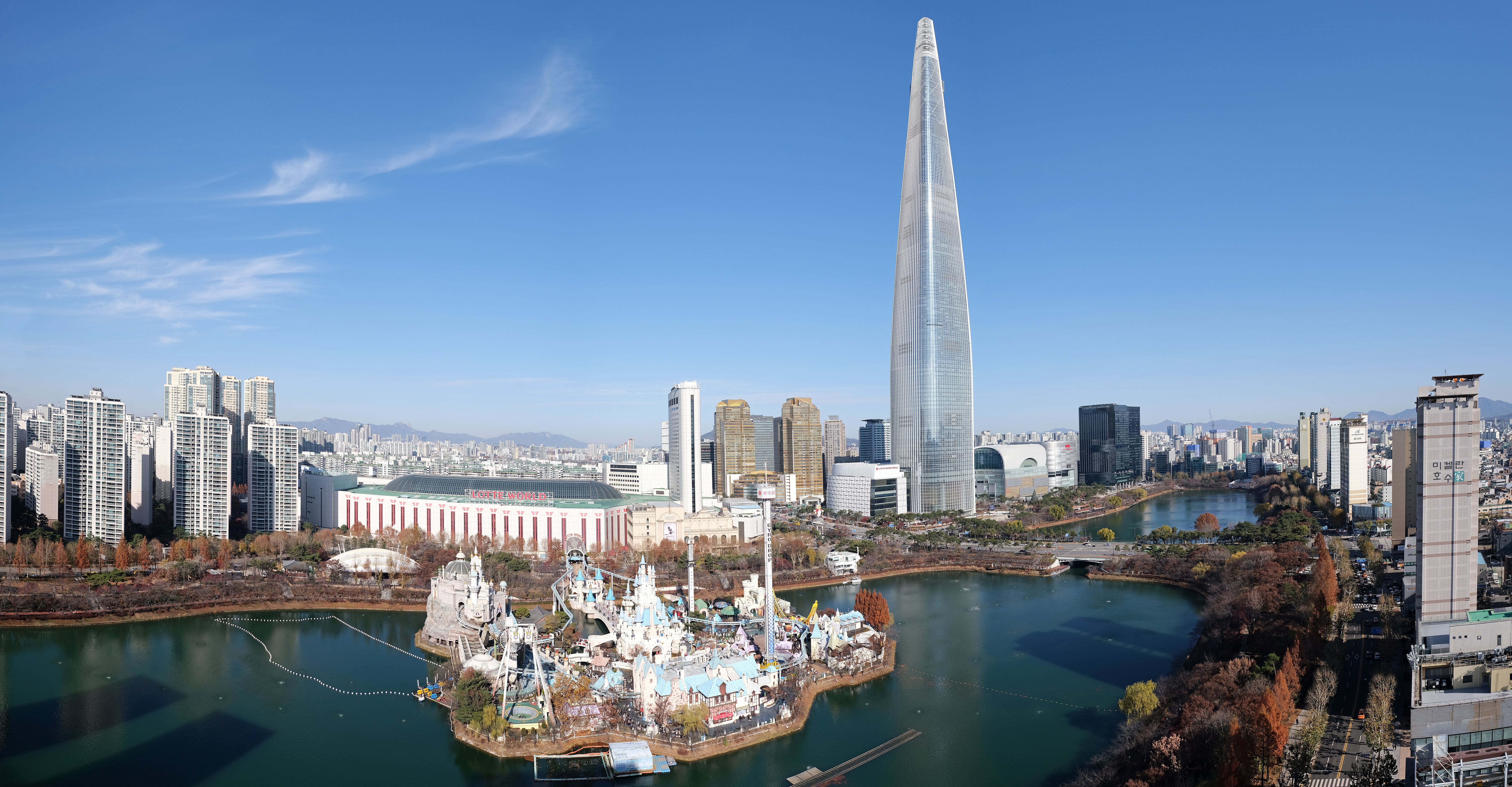
서울특별시 송파구에 위치한 롯데월드타워가 있다.
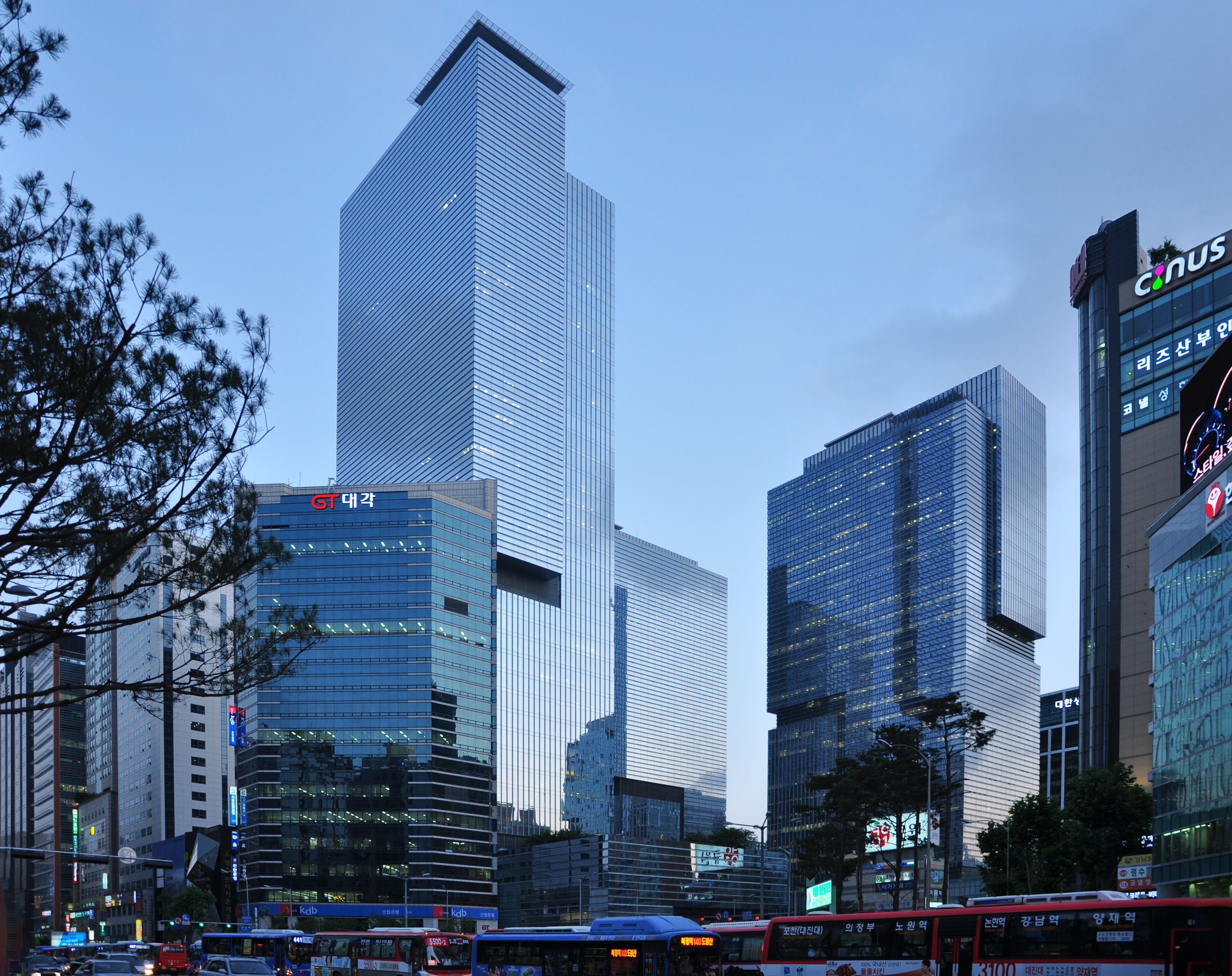
서울특별시 서초구에 삼성타운이 있다.
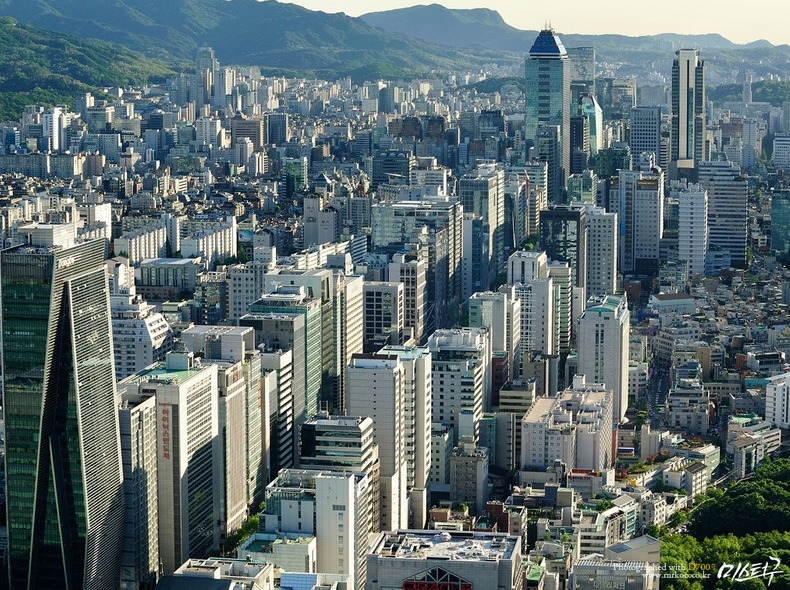
서울특별시 강남구 역삼동의 풍경이다.
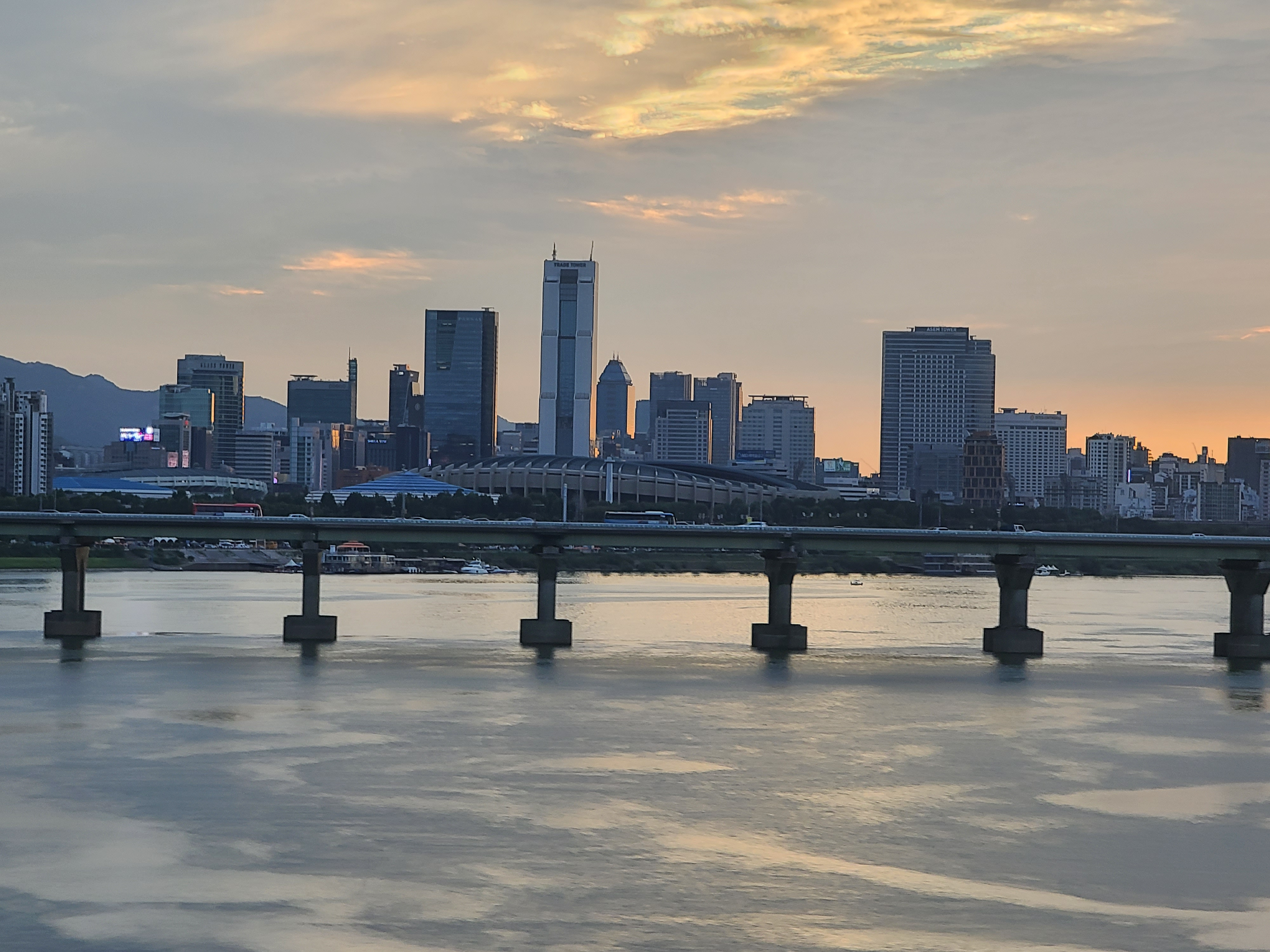
서울특별시 강남구 삼성동의 풍경이다.
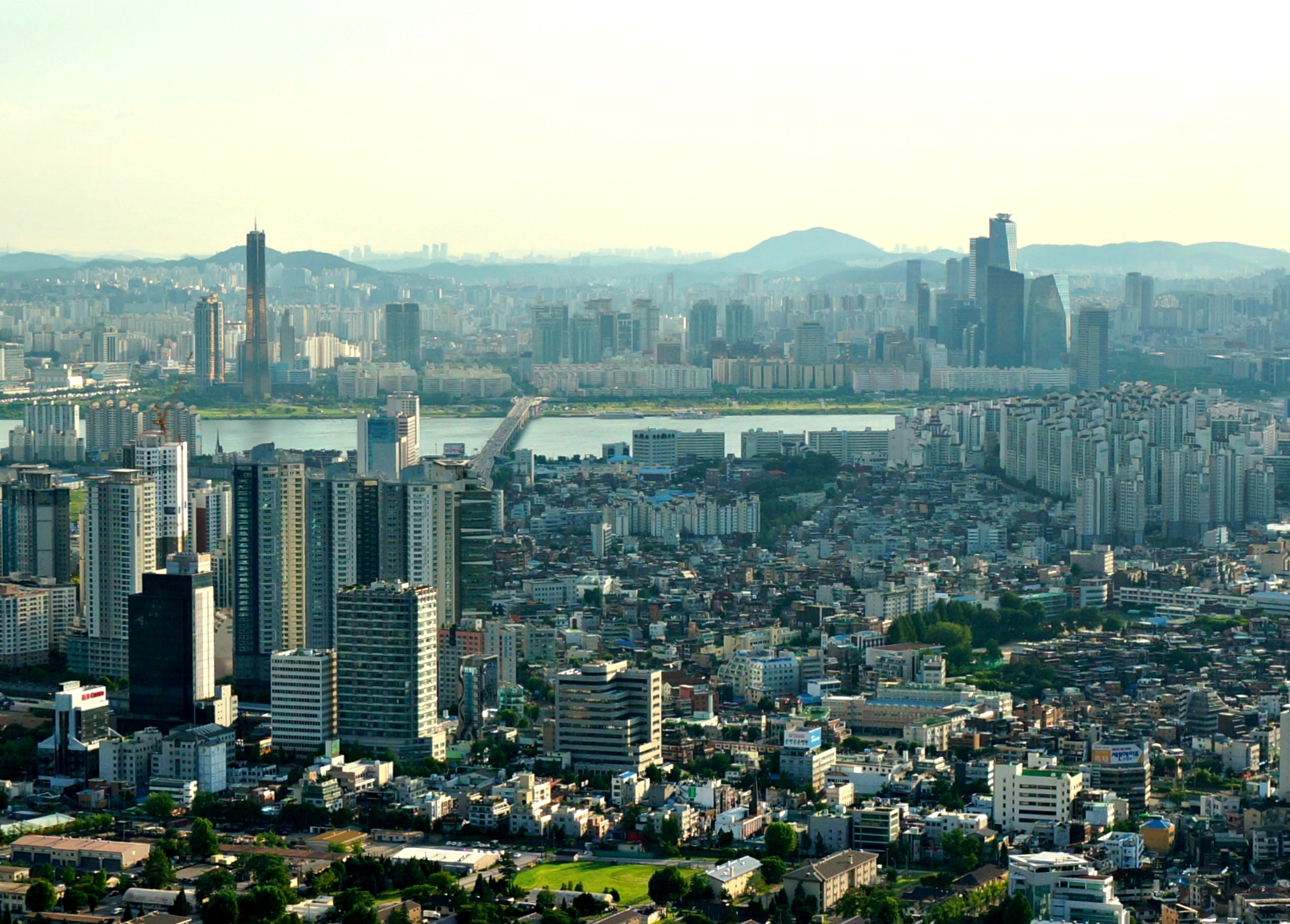
서울특별시 영등포구 여의도의 풍경이다.
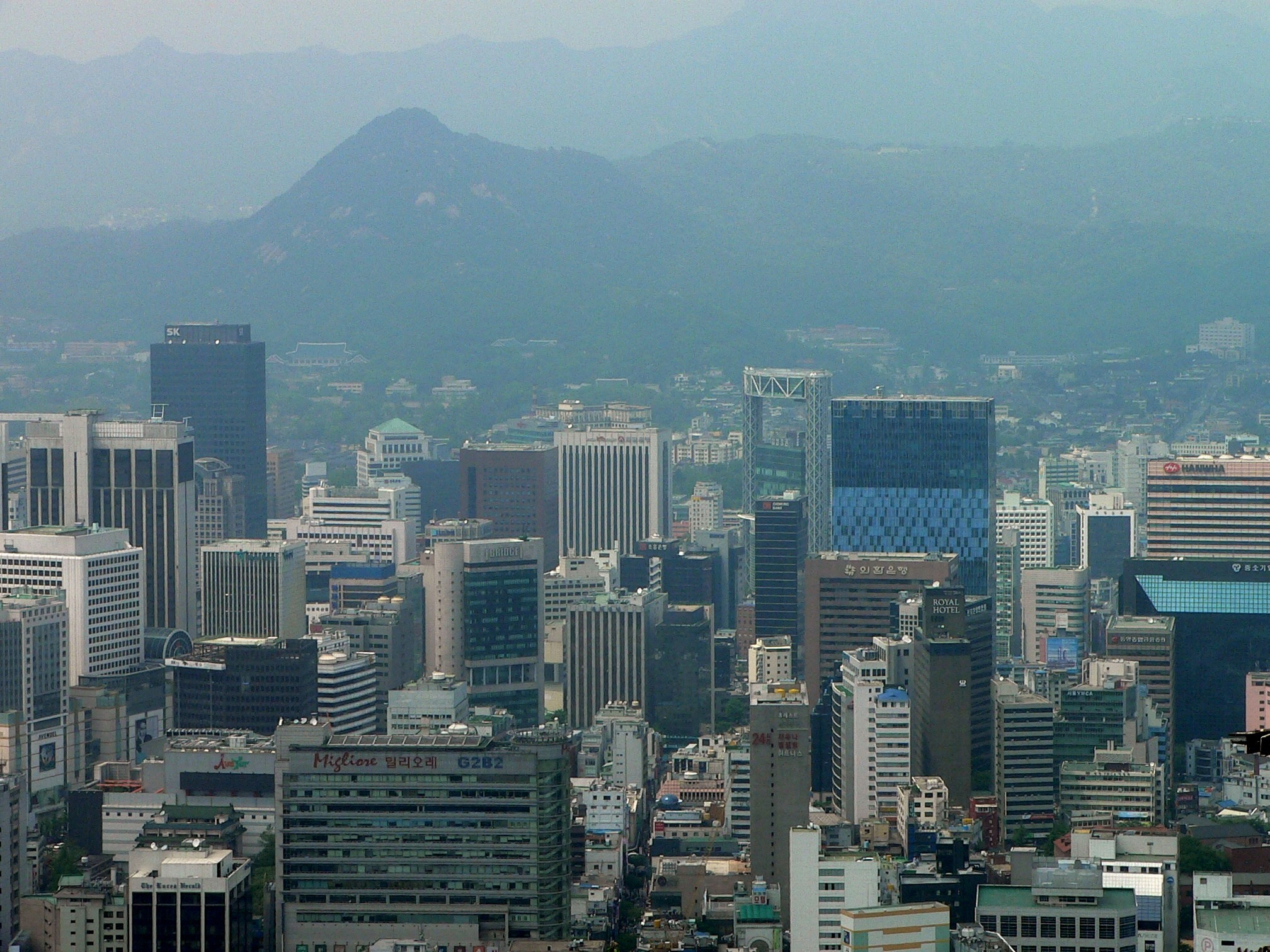
서울특별시 종로구의 풍경이다.
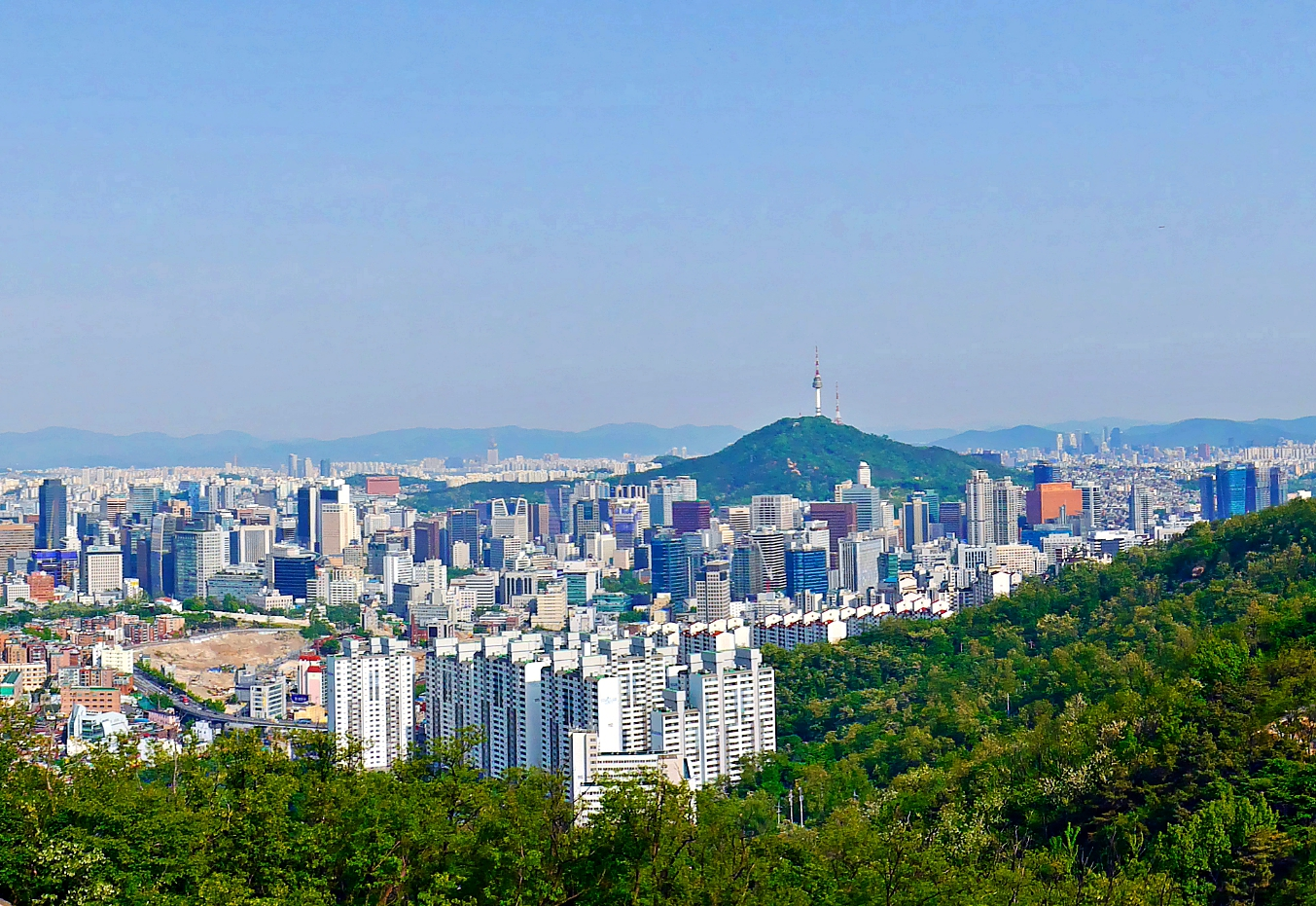
서울특별시의 풍경이다.
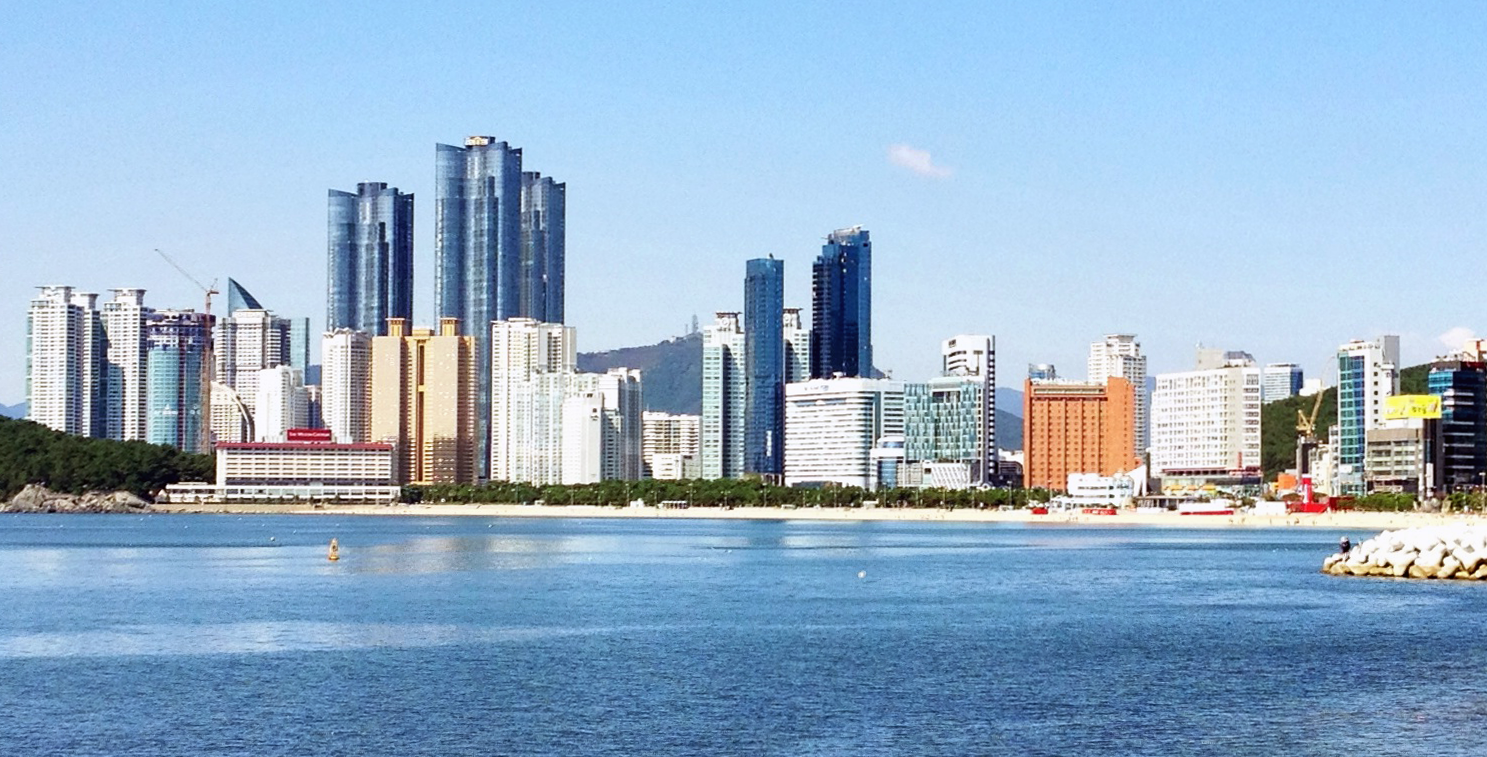
부산광역시 해운대구의 풍경이다.
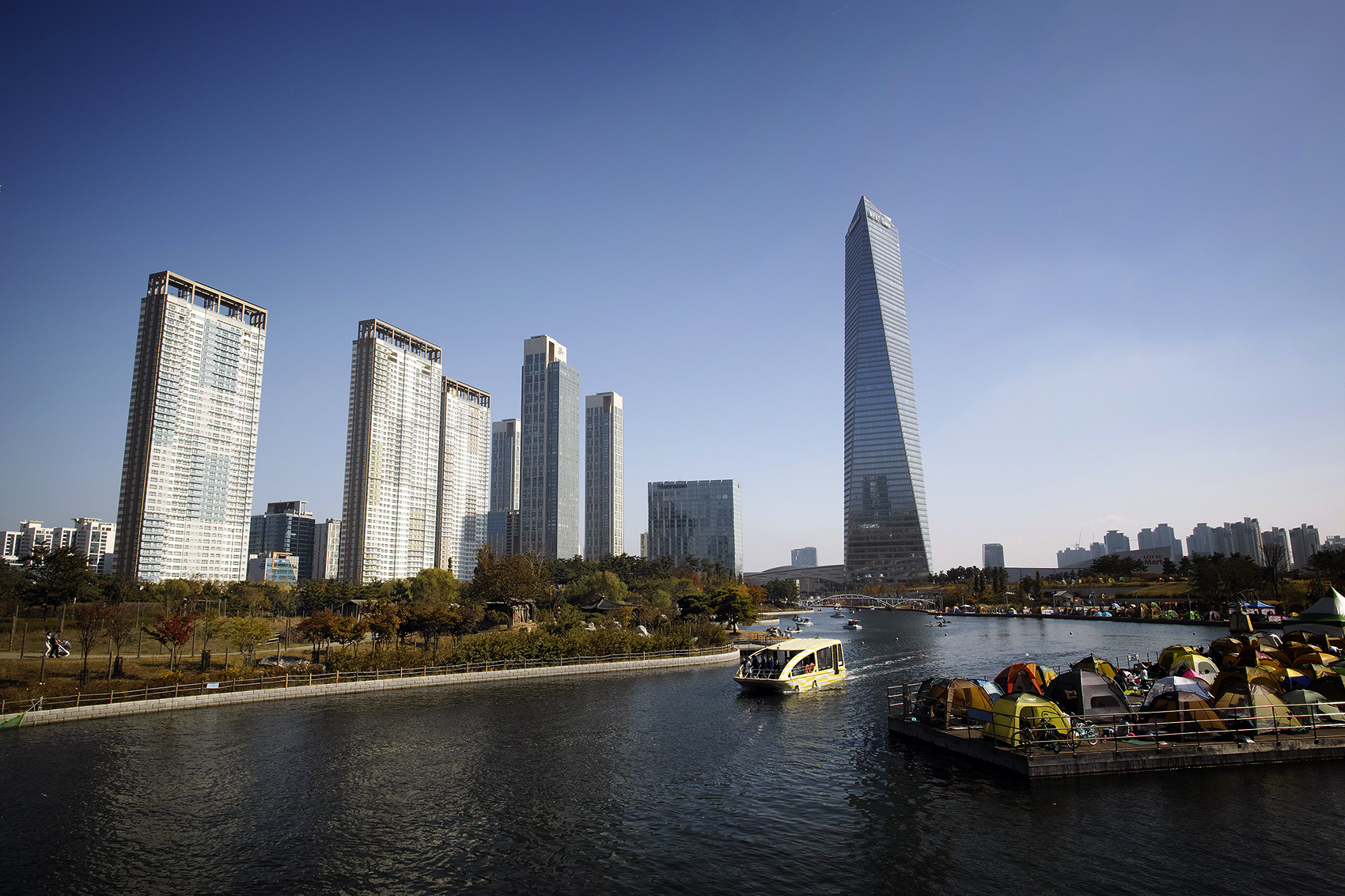
인천광역시 연수구 송도국제도시의 풍경이다.

## 같이 보기
- 마천루
- 대한민국의 마천루 목록